# قرية الصومعة (بني مطر)

تعديل مصدري - تعديل

قرية الصومعة هي إحدى قرى عزلة جبل النبي شعيب بمديرية بني مطر التابعة لمحافظة صنعاء، بلغ تعداد سكانها 116 نسمة حسب تعداد اليمن لعام 2004.